# 王蒙徽
王 蒙徽（おう もうき、1960年1月29日 - ）は、中華人民共和国の官僚、政治家。中国共産党第19期中央委員会委員。

## 経歴
1960年1月29日、江蘇省塩城県（現在の塩城市）で生まれる。1978年に清華大学建築系建築学に入学した。1981年11月に中国共産党入党。1983年を卒業後、母校清華大学の教壇に立ち、建築系学生工作組副組長、指導員、学生工作組組長、建築学院院長助理等を歴任。
1993年、広東省広州市傘下の県級番禺市（現在の番禺区）人民政府副市長に就任。1995年8月、県級増城市人民政府副市長に転任。1998年3月、広州市建設委員会処長に就任。1998年9月、広州市規画局副局長、局長。2002年12月、中国共産党番禺区委員会副書記、代区長、区長に就任。2004年5月、中国共産党汕尾市委員会副書記、市長に転任。2008年9月、中国共産党雲浮市委員会書記、市人大常委会主任に転任。
2011年12月、王蒙徽は省をまたいで福建省人民政府の副省長に就任した。2013年5月、中国共産党福建省委員会常務委員、中国共産党廈門市委員会書記に就任。
2016年8月、王蒙徽は東北の遼寧省に転勤し、中国共産党遼寧省委員会常務委員、中国共産党瀋陽市委員会書記に就任した。2016年12月、中国共産党遼寧省委員会専職副書記に就任。
2017年6月、中華人民共和国住宅都市農村建設部党組書記兼部長に就任。
2022年3月29日、中国共産党湖北省委員会書記に就任、2024年12月31日に退任。